# Adolphe-Frédéric II de Mecklembourg-Strelitz
Adolphe-Frédéric II est un prince de la maison de Mecklembourg né le 19 octobre 1658 et mort le 12 mai 1708. Il est le premier souverain du duché de Mecklembourg-Strelitz, de 1701 à sa mort.

## Biographie
Adolphe-Frédéric II est le dernier fils du duc Adolphe-Frédéric Ier de Mecklembourg-Schwerin et de sa deuxième épouse, Marie-Catherine de Brunswick-Dannenberg. Il voit le jour huit mois après la mort de son père.
En 1695, Adolphe-Frédéric réclame la succession de son beau-père Gustave-Adolphe de Mecklembourg-Güstrow, mais il ne peut réaliser ce projet, son neveu, le duc Frédéric-Guillaume de Mecklembourg-Schwerin s'y opposant. Après un procès qui faillit déboucher sur une guerre civile,  de longues négociations, l'acte de succession de Hambourg (de), signé le 8 mai 1701, partage le duché de Güstrow entre les lignées de Mecklembourg-Schwerin et Mecklembourg-Strelitz. Adolphe-Frédéric reçoit la principauté de Ratzebourg, le territoire de Stargard, les villes de Mirow et de Nemerow. Ces divers territoires forment le duché de Mecklembourg-Strelitz.
Souverain avisé, Adolphe-Frédéric II donne ses ordres, dès 1706, concernant sa succession au trône ducal en désignant son fils Adolphe-Frédéric comme héritier.

## Mariages et descendance
Adolphe-Frédéric II se marie le 23 septembre 1684 à Güstrow avec la princesse Marie (1659-1701), fille du duc Gustave-Adolphe de Mecklembourg-Güstrow. Ils ont cinq enfants :
- Adolphe-Frédéric III (1686-1752), duc de Mecklembourg-Strelitz ;
- Madeleine-Amélie (1689-1689) ;
- Marie (1690-1690) ;
- Éléonore (1691-1691) ;
- Gustave-Caroline de Mecklembourg-Strelitz, épouse en 1714 le duc Christian-Louis II de Mecklembourg-Schwerin.

Veuf, Adolphe-Frédéric II se remarie le 20 juin 1702 à Strelitz avec la princesse Jeanne de Saxe-Gotha-Altenbourg (1680-1704), fille du duc Frédéric Ier de Saxe-Gotha-Altenbourg. Ce deuxième mariage reste stérile.
De nouveau veuf, Adolphe-Frédéric III se remarie le 10 juin 1705 à Strelitz avec la princesse Christiane-Émilie de Schwarzbourg-Sondershausen (1681-1751), fille du duc Christian Guillaume Ier de Schwarzbourg-Sondershausen. Ils ont deux enfants :
- Sophie (1706-1708) ;
- Charles (1708-1752), prince de Mirow.